# Ulesta formosana
Ulesta formosana là một loài tò vò trong họ Ichneumonidae.